# 香港大律師公會
香港大律師公會（英語：Hong Kong Bar Association）創建於1948年，為香港唯一的法定訴訟律師（或稱大律師）專業團體。現任主席為毛樂禮，副主席為許紹鼎及薛日華。

## 職能
香港大律師公會是一個專業團體，大律師公會的宗旨詳列於大律師公會的「規例與規條」內，當中包括:
一、維持大律師專業的尊嚴及獨立性；
二、改善香港司法的執行；
三、訂明大律師專業、紀律及操守之守則；
四、促進法律專業人員的互相了解及良好關係。

## 歷任主席
| 年份      | 主席                             | 副主席                                |
| 1949      | 哈羅德·謝爾頓，KC                | 不適用                                |
| 1950      | 查理斯·盧士比，KC                | 不適用                                |
| 1951      | 廖亞利孖打，KC                   | 不適用                                |
| 1952      | 麥尼路，QC                       | 不適用                                |
| 1953      | 查理斯·盧士比，QC                | 不適用                                |
| 1954      | 廖亞利孖打，QC                   | 不適用                                |
| 1955      | 麥尼路，QC                       | 不適用                                |
| 1956      | 麥尼路，QC                       | 不適用                                |
| 1957      | 廖亞利孖打，QC                   | 不適用                                |
| 1958      | 麥尼路，QC                       | 不適用                                |
| 1959      | 廖亞利孖打，QC                   | 不適用                                |
| 1960      | 羅顯勝                           | 不適用                                |
| 1961      | 廖亞利孖打，QC                   | 不適用                                |
| 1962      | 廖亞利孖打，QC                   | 不適用                                |
| 1963      | 貝納祺，QC                       | 不適用                                |
| 1964      | 吉定時（页面存档备份，存于）     | 不適用                                |
| 1965      | 吉定時（页面存档备份，存于）     | 不適用                                |
| 1966      | 張奧偉，QC                       | 不適用                                |
| 1967      | 吉定時（页面存档备份，存于），QC | 不適用                                |
| 1968      | G·巴士度，QC                     | 不適用                                |
| 1969      | G·巴士度，QC                     | 不適用                                |
| 1970      | G·巴士度，QC                     | 不適用                                |
| 1971      | 烈顯倫，QC                       | 不適用                                |
| 1972      | 烈顯倫，QC                       | 不適用                                |
| 1973      | G·巴士度，QC                     | 不適用                                |
| 1974      | A·施文（页面存档备份，存于），QC | 不適用                                |
| 1975      | 沈澄，QC                         | 不適用                                |
| 1976      | 沈澄，QC                         | 不適用                                |
| 1977      | 烈顯倫，QC                       | 不適用                                |
| 1978      | 烈顯倫，QC                       | 不適用                                |
| 1979      | 烈顯倫，QC                       | 不適用                                |
| 1980-1983 | 李柱銘，QC                       | 不適用                                |
| 1983-1985 | 烈顯倫，QC                       | 不適用                                |
| 1985-1988 | 張健利，QC                       | 不適用                                |
| 1988-1990 | 鄧楨，QC                         | 不適用                                |
| 1990-1992 | 羅傑志，QC                       | 不適用                                |
| 1992-1994 | 梁冰濂，QC                       | 黃福鑫，QC                            |
| 1994-1995 | 黃福鑫，QC                       | 李志喜，QC                            |
| 1995-1996 | 李志喜，QC                       | 施兆傑                                |
| 1996-1997 | 李志喜，QC                       | 余若薇，QC，SC                        |
| 1997-1999 | 余若薇，QC，SC                   | 駱應淦，QC，SC                        |
| 1999-2000 | 湯家驊，QC，SC                   | 戴啟思，QC，SC                        |
| 2000-2001 | 湯家驊，QC，SC                   | 梁家傑，SC 戴啟思，QC，SC             |
| 2001-2003 | 梁家傑，SC                       | 陳景生，SC 倫明高，SC                 |
| 2003-2005 | 陳景生，QC，SC                   | 戴啟思，QC，SC 何沛謙，SC             |
| 2005-2006 | 戴啟思，QC，SC                   | 布思義，SC 袁國強，大紫荊勳賢，SC，JP |
| 2006-2007 | 戴啟思，QC，SC                   | 郭兆銘，SC 袁國強，大紫荊勳賢，SC，JP |
| 2007-2008 | 袁國強，大紫荊勳賢，SC，JP       | 郭兆銘，SC 石永泰，SC                 |
| 2008-2009 | 袁國強，大紫荊勳賢，SC，JP       | 韋浩德，SC 石永泰，SC                 |
| 2009-2010 | 高浩文，SC                       | 韋浩德，SC 石永泰，SC                 |
| 2010-2011 | 高浩文，SC                       | 林孟達，SC 楊家雄，SC                 |
| 2011-2013 | 林孟達，SC                       | 石永泰，SC 譚允芝，SC                 |
| 2013-2014 | 石永泰 ，SC                      | 譚允芝，SC 余承章，SC                 |
| 2014-2015 | 石永泰 ，SC                      | 余承章，SC 林定國，SC                 |
| 2015-2017 | 譚允芝，SC                       | 謝華淵，SC 林定國，SC                 |
| 2017-2018 | 林定國，SC                       | 彭耀鴻，SC 毛樂禮，SC                 |
| 2018-2019 | 戴啟思，QC，SC                   | 彭耀鴻，SC 毛樂禮，SC                 |
| 2019-2020 | 戴啟思，QC，SC                   | 毛樂禮，SC 蔡維邦，SC                 |
| 2020-2021 | 戴啟思，QC，SC                   | 葉巧琦，SC                            |
| 2021-2022 | 夏博義，SC                       | 葉巧琦，SC 沈士文                     |
| 2022-2025 | 杜淦堃，SC                       | 毛樂禮，SC 陳正龍，SC                 |
| 2025-     | 毛樂禮                           | 許紹鼎 薛日華                         |

## 換屆改選
香港大律師公會的主要執事，包括主席、副主席、名譽秘書及財政秘書、和副名譽秘書，都是於會員週年大會內選出。大律師公會是由一個委員會負責管理，稱為「執行委員會」(“執委會”)，執委會由主席、副主席、名譽秘書、11名由選舉產生的委員及最多9名不同資歷的增選委員組成。大律師公會之一切政策事宜均由執委會決定，亦設有不同的委員會處理各項重要事宜，如專業紀律、大律師專業之未來發展及法律改革等；現時公會共有38個專業委員會及常委會。

## 入會資格
香港法律相關科系學生須完成一個法學基本學位：主要為法學士、法律博士或專業共同考試（C.P.E.，Common Professional Examination），然後修畢由香港中文大學、香港城市大學或者香港大學舉辦之法律深造證書（英文：Postgraduate Certificate in Laws，縮寫：PCLL），學期為期一年。每年合共取錄約650名成績優異的學生入讀，入學率为申請人數的50%。
2008年起，申請人持非香港法律學歷（包括由香港本地院校舉辦之海外學歷課程），均須於申請PCLL前完成一年制之轉制課程（Conversion Programme）。完成PCLL後，須以學徒身份實習（俗稱「跟師傅」）一年方可註冊，但擁有半年經驗之學徒在法庭上亦可有有限發言權。
海外訴訟律師累積三年經驗後，可應考Barristers Qualification Examination以獲取專業資格。
此外，擁有三年或以上資格之香港大律師公會或香港律師會會員，可申請轉換資格；例如於2007年名列第一的資深大律師施偉賢，於2002年轉為事務律師，於2004年轉回大律師。惟同一人不能同時擁有兩項資格。

## 參閱
- 香港律師會
- 香港法律制度
- 訴訟律師
- 香港專業聯盟
- 香港資深大律師（香港大律師合約）

## 外部連結
- 香港大律師公會（页面存档备份，存于）